# Bhumikasthan
Bhumikasthan (en népalais : भूमिकास्थान) est une municipalité du Népal située dans le district d'Arghakhanchi. Au recensement de 2011, elle comptait 32 640 habitants.
Elle regroupe les anciens comités de développement villageois de Dhakawang, Dharapani, Asurkot, Khilji, Nuwakot, Dhikura et Dhanchaur.